# Papiro 75
O Papiro 75 ({\displaystyle {\mathfrak {P}}}75) é um antigo papiro do Novo Testamento que contém fragmentos de Lucas (3:18-24:53) e João (grandes porções dos caps. 1 à 15) e faz parte dos chamados Papiros Bodmer.